# Campionat d'Espanya d'enduro 2000
La temporada de 2000 del Campionat d'Espanya d'enduro fou la 21a edició d'aquest campionat, organitzat per la Reial Federació Motociclista Espanyola. El calendari oficial constava de 6 proves puntuables, celebrades entre el 26 de març i el 28 de maig. Tres de les proves programades es disputaren als Països Catalans: Enduro del Segre (15 i 16 d'abril) i Enduro de Reus (la darrera, el 28 de maig).

## Classificació final

### 125cc
| Posició | Pilot         | Motocicleta | Punts |
| ------- | ------------- | ----------- | ----- |
| 1       | Juha Salminen | KTM 125     | 85    |
| 2       | ?             | ?           | ?     |
| 3       | ?             | ?           | ?     |
| 4       | ?             | ?           | ?     |
| 5       | ?             | ?           | ?     |
| 6       | ?             | ?           | ?     |
| 7       | ?             | ?           | ?     |
| 8       | ?             | ?           | ?     |
| 9       | ?             | ?           | ?     |
| 10      | ?             | ?           | ?     |

### 250cc
| Posició | Pilot             | Motocicleta | Punts |
| ------- | ----------------- | ----------- | ----- |
| 1       | Xavier Puigdemont | Gas Gas     | 97    |
| 2       | Xacob Agra        | KTM         | 75    |
| 3       | Gerard Farrés     | KTM         | 71    |
| 4       | Miki Arpa         | Husqvarna   | 69    |
| 5       | ?                 | ?           | ?     |
| 6       | ?                 | ?           | ?     |
| 7       | ?                 | ?           | ?     |
| 8       | ?                 | ?           | ?     |
| 9       | ?                 | ?           | ?     |
| 10      | ?                 | ?           | ?     |

#### Per marques
| Posició | Marca   | Punts |
| ------- | ------- | ----- |
| 1       | Gas Gas | 150   |
| 2       | KTM     | 146   |
| 3       | Honda   | 82    |

### 4T
| Posició | Pilot        | Motocicleta | Punts |
| ------- | ------------ | ----------- | ----- |
| 1       | Kari Tiainen | KTM         | 73    |
| 2       | ?            | ?           | ?     |
| 3       | Marc Coma    | KTM         | ?     |
| 4       | ?            | ?           | ?     |
| 5       | ?            | ?           | ?     |
| 6       | ?            | ?           | ?     |
| 7       | ?            | ?           | ?     |
| 8       | ?            | ?           | ?     |
| 9       | ?            | ?           | ?     |
| 10      | ?            | ?           | ?     |

### Scratch
| Posició | Pilot             | Motocicleta   | Punts |
| ------- | ----------------- | ------------- | ----- |
| 1       | Juha Salminen     | KTM 125       | 85    |
| 2       | Xavier Puigdemont | Gas Gas 250   | 83    |
| 3       | Kari Tiainen      | KTM 4T        | 73    |
| 4       | Miki Arpa         | Husqvarna 250 | 56    |
| 5       | ?                 | ?             | ?     |
| 6       | ?                 | ?             | ?     |
| 7       | ?                 | ?             | ?     |
| 8       | ?                 | ?             | ?     |
| 9       | ?                 | ?             | ?     |
| 10      | ?                 | ?             | ?     |

#### Per marques
| Posició | Marca     | Punts |
| ------- | --------- | ----- |
| 1       | KTM       | 169   |
| 2       | Gas Gas   | 120   |
| 3       | Husqvarna | 108   |